# Kurs Prawa Lotniczego Uniwersytetu Jana Kazimierza we Lwowie
Kurs Prawa Lotniczego Uniwersytetu Jana Kazimierza we Lwowie - studium kształcące w dziedzinie prawa lotniczego istniejące w latach 1936–1939 przy Wydziale Prawa Uniwersytetu Jana Kazimierza we Lwowie.
Był to jedyny w Polsce i jeden z kilku w Europie ośrodków kształcących w dziedzinie prawa lotniczego. Organizatorem i dyrektorem studium był prof. Tadeusz Bigo.
We wrześniu 1938 rozpoczęto trzeci rok Kursu.

## Literatura
- Adam Redzik, Kurs Prawa Lotniczego przy Wydziale Prawa Uniwersytetu Jana Kazimierza we Lwowie (1936 – 1939), „Rocznik Lwowski” 2006, s. 43-57.